# Ministry De Valera II
Das Ministry De Valera II war das erste Kabinett, das im zweiten Dáil Éireann gebildet wurde.

## Hintergrund
Die Unterhauswahlen von 1921 beruhten auf einem britischen Zugeständnis zur Autonomie auf der Basis des sog. Home Rule im Government of Ireland Act. Mit dem Ministry Valera II wandelte sich auch das Verständnis des Präsidenten. Dieser Posten wurde – auch auf Vorschlag von Seán Mac Eoin und Richard Mulcahy – nunmehr als Staatsoberhaupt verstanden.

## Zusammensetzung
Dem Ministry präsidierte erneut Éamon de Valera. Die Minister mit Kabinettsrang wurden als Secretary of State bezeichnet.
Das Kabinett bestand vom 26. August 1921 bis zum 9. Januar 1922. Alle Mitglieder gehörten zum damaligen Zeitpunkt der Sinn Féin an. Es folgte das Ministry Griffith.
| Amt                                  | Name | Name                    |
| ------------------------------------ | ---- | ----------------------- |
| Präsident der Republik (Príomh aire) |      | Éamon de Valera         |
| Außenminister                        |      | Arthur Griffith         |
| Minister für Innere Angelegenheiten  |      | Austin Stack            |
| Verteidigungsminister                |      | Cathal Brugha           |
| Finanzminister                       |      | Michael Collins         |
| Minister für Lokalverwaltung         |      | William Thomas Cosgrave |
| Wirtschaftsminister                  |      | Robert Childers Barton  |

Ohne Kabinettsrang waren die folgenden Minister (Secretary):
| Amt                                         | Name | Name                 |
| ------------------------------------------- | ---- | -------------------- |
| Assistenzminister für die Lokale Verwaltung |      | Kevin O’Higgins      |
| Minister für die Kunst                      |      | Count Plunkett       |
| Informationsminister                        |      | Desmond FitzGerald   |
| Erziehungsminister                          |      | John J. O’Kelly      |
| Arbeitsministerin                           |      | Constance Markiewicz |
| Handelsminister                             |      | Ernest Blythe        |
| Landwirtschaftsminister                     |      | Art O’Connor         |
| Fischereiminister                           |      | Seán Etchingham      |